# Алгаштык
Алгаштык — деревня в Краснотуранском районе Красноярского края в составе Салбинского сельсовета.

## География
Находится на севере района примерно в 38 километрах по прямой на север от районного центра села Краснотуранск.

## Климат
Климат резко — континентальный с холодной зимой и жарким летом, суровый, с большими годовыми и суточными амплитудами температуры. Максимальная высота снежного покрова 46 см. Среднемесячная температура января колеблется от −23,5 ºС до −21,0 ºС, июля от +19,8 ºС до +18,8 ºС. Среднегодовая температура составляет −0,6 ºС ÷ −1,6 ºС. Годовая сумма осадков составляет 389 мм, причем большая её часть выпадает в теплый период года (82 % от годовой суммы).

## История
Основана в 1897 году как переселенческий участок. Основана выходцами из Витебской и Виленской губернии. Уже в 1911 году проживало 470 человек.

## Население
Постоянное население составляло 173 человека в 2002 году (96 % русские), 118 в 2010.

## Инфраструктура
Клуб, библиотека, магазин.